# Thomas Phleps
Thomas Phleps (* 2. September 1955 in Bad Hersfeld; † 5. Juni 2017 in Kassel) war ein deutscher Gitarrist und Musikwissenschaftler.

## Leben
Phleps studierte in Marburg und Kassel und schloss sein Studium 1981 bzw. 1983 mit Staatsprüfungen für das Lehramt in den Fächern Musik, Deutsch und Philosophie ab. Seit 1983 wirkte er als Lehrbeauftragter für Musikwissenschaft und Gitarre in Kassel. Seine Promotion erfolgte 1987 mit der Arbeit Hanns Eislers „Deutsche Sinfonie“. Ein Beitrag zur Ästhetik des Widerstands.
Zunächst war Phleps am Staatstheater Kassel als Bühnenmusiker tätig. Seit 1989 wirkte er als Lehrer in Arolsen. 1995 erfolgte seine Berufung an die Justus-Liebig-Universität Gießen. 2000 habilitierte er sich dort in den Bereichen Musikwissenschaft und -pädagogik. 2001 bis 2003 war er an der Universität Bremen, seit 2003 in Gießen Professor für Musikpädagogik. Ab 2010 war Phleps Editionsleiter der Hanns Eisler Gesamtausgabe.
Er starb am 5. Juni 2017 im Alter von 61 Jahren an einem Herzinfarkt.

## Veröffentlichungen (Auswahl)
- Hanns Eislers „Deutsche Sinfonie“. Ein Beitrag zur Ästhetik des Widerstands (Kasseler Schriften zur Musik 1). Kassel: Bärenreiter 1988, 389 S.
- Zwischen Spätklassik und HipHop – Methoden und Modelle. Musikanalytische, musikhistorische und musikdidaktische Studien. 2000.
- Zwischen Adorno und Zappa. Semantische und funktionale Inszenierungen in der Musik des 20. Jahrhunderts (Zwischen/Töne. Neue Folge 1). Berlin: Weidler Buchverlag 2001, 350 S.
- Mein bester Freund in der populären Musik. Nachricht von den neuesten Schicksalen des lauten Schalls im deutschsprachigen Raum. Karben: Coda 2002, 94 S.
- 9/11 – The world's all out of tune. Populäre Musik nach dem 11. September 2001. Transcript, Bielefeld 2004. 211 S. ISBN 3-89942-256-2. Auszüge online[2][3]